# Raman Parimala
Raman Parimala (Tâmil Nadu, 21 de novembro de 1948) é uma matemática indiana, conhecida por suas contribuições à álgebra. É Arts & Sciences Distinguished Professor de matemática da Universidade Emory. Foi durante longo período professora do Tata Institute of Fundamental Research (TIFR), Bombaim.

## Vida
Parimala nasceu e cresceu em Tâmil Nadu, Índia. Obteve o mestrado na Universidade de Madras (1970) e um doutorado na Universidade de Bombaim (1976), orientada por Ramaiyengar Sridharan.
Foi palestrante plenária do Congresso Internacional de Matemáticos em Hyderabad (2010: Arithmetic of linear algebraic groups over two dimensional fields). É fellow da American Mathematical Society.

## Publicações selecionadas
- Failure of a quadratic analogue of Serre's conjecture, Bulletin of the AMS, vol. 82, 1976, pp. 962–964 Predefinição:Mr
- Quadratic spaces over polynomial extensions of regular rings of dimension 2, Mathematische Annalen, vol. 261, 1982, pp. 287–292 doi:10.1007/BF01455449
- Galois cohomology of the Classical groups over fields of cohomological dimension≦2, E Bayer-Fluckiger, R Parimala - Inventiones mathematicae, 1995 - Springer doi:10.1007/BF01231443
- Hermitian analogue of a theorem of Springer, R Parimala, R. Sridharan, V Suresh - Journal of Algebra, 2001 - Elsevier doi:10.1006/jabr.2001.8830
- Classical groups and the Hasse principle, E Bayer-Fluckiger, R Parimala - Annals of Mathematics, 1998 - jstor.org[5] doi:10.2307/120961